# Philosophie du droit
Ne doit pas être confondu avec Théorie du droit.

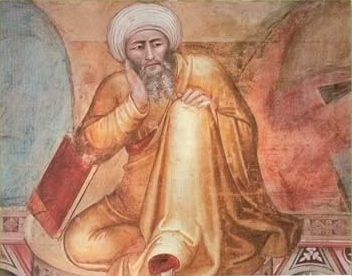
Les réflexions d'Averroès sur les rapports entre droit et philosophie ont été commentées pendant des siècles.

La philosophie du droit est une branche de la philosophie qui a pour objet d'étudier le droit et ses relations avec d'autres systèmes de normes,. 
Les deux principales écoles de la philosophie du droit sont celle du droit naturel et du positivisme juridique. Pour les philosophes positivistes, le droit est un système reposant sur l'autorité d'un pouvoir politique. Ils insistent surtout sur l'importance des législations élaborées par les États. Pour les philosophes jusnaturalistes, le droit est inhérent à l'existence humaine et ses règles ne dépendent pas uniquement des autorités. Par exemple, les droits de l'Humain reposent en grande partie sur des idées de la philosophie du droit naturel.

## Concept

### Principes
La philosophie du droit analyse les questions fondamentales du droit. Elle traite de sa nature et de ses conceptions de la justice. Elle s'intéresse à la genèse des normes et des droits, ainsi qu'aux fondements de sa validité. Elle s'interroge sur les techniques d'interprétation du droit, en soulevant par exemple la question du respect de la lettre ou de l'esprit de la loi. La philosophie du droit se trouve ainsi à la confluence de la philosophie politique et de l'éthique.
La philosophie du droit ne se confond pas avec l'interprétation des normes juridiques, ni avec l'étude de la jurisprudence. Les philosophes jugent le droit d'un point de vue qui se veut fondateur (ou refondateur) pour le droit lui-même. La philosophie du droit n'est donc pas une branche du droit, mais bien de la philosophie. Dans sa Doctrine du droit, Emmanuel Kant écrit que le droit n'est en soi, indépendamment de la philosophie, qu'une belle tête, mais sans cervelle.

### Visées

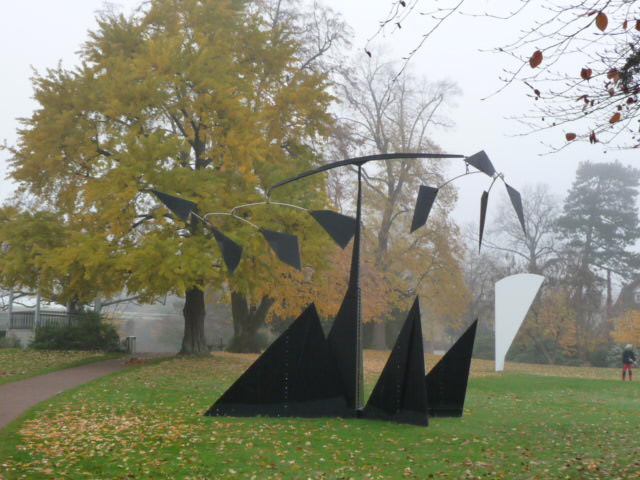
La philosophie de Mireille Delmas-Marty visait à changer les manières de voir le droit. D'après ses idées, les mobiles d'Alexander Calder pourraient constituer un nouveau symbole du droit.

Parce que la philosophie du droit permet au juriste une réflexion sur les normes et les valeurs, cette discipline peut influencer des revirements de jurisprudence ou le vote de nouvelles lois. Le droit public français a été particulièrement influencé par la philosophie du droit. Au XIXe siècle, certains professeurs, tels qu'Alfred Fouillée, soutiennent que le bouillonnement intellectuel permis par la philosophie du droit a été responsable d'évènements tels que la Révolution française.
Dans son cours de droit de 1844 à l'université de la Sorbonne, Jules Cauvet écrit que « les efforts de la philosophie du droit pour constater les bases primitives des législations présente[nt] un autre résultat plus important encore : ils serviront à combattre cette doctrine si funeste à nos pères, [selon laquelle] la loi peut consacrer la spoliation et l'injustice quand cela paraît nécessaire au salut de l’État ».

### Philosophie du droit et théorie du droit
Philosophie du droit et théorie du droit sont souvent utilisées de manière interchangeable, cela étant ils dénotent deux visions différentes de l'approche du droit, la première adoptant une approche métaphysique et la deuxième une approche plus scientifique,,.
Le terme de « philosophie du droit » provient des Principes de la philosophie du droit, que Georg Friedrich Hegel publie en 1821. Le concept reste pendant longtemps ambigu. Il doit toutefois être distingué de celui de théorie du droit (Rechtlehre). La théorie du droit a pour objectif de découvrir une définition objective du droit, et chaque école de pensée argumente dans le sens d'une thèse spécifique qui vise à expliquer le droit. A contrario, « la philosophie du droit quête l'essence éternelle et universelle du phénomène juridique, en recourant largement à la spéculation et à la stipulation ».

## Écoles de pensée

### Positivisme
Le positivisme juridique est un courant en théorie du droit qui décrit le droit tel qu'il existe dans la société, plus que tel qu'il devrait être. Il s'oppose au jusnaturalisme.
Le positivisme juridique consiste à rejeter l'importance d’un droit idéal (appelé droit naturel) et à affirmer que seul le droit positif (lois, jurisprudence, etc.) a une valeur juridique. Ainsi, la loi ou la jurisprudence serait donc la seule norme à respecter (positivisme légaliste).

### Théorie critiques
La théorie du droit désigne l'étude et l'analyse des concepts et principes fondamentaux du droit et des lois. Discipline située à l'intersection entre philosophie, études juridiques et sciences politiques, elle est désignée, en anglais, sous le nom de « jurisprudence,» ou de « legal theory ».
Parmi les principaux courants de la théorie du droit, on peut citer le réalisme (le juge Oliver Holmes aux États-Unis ou Axel Hägerström en Suède), qui se rapproche parfois de la sociologie du droit, en mettant l'accent sur les pratiques effectives des acteurs juridiques. Deux autres courants importants sont les études juridiques critiques, qui mettent le droit en perspective par rapport à la politique et l'anthropologie, et les approches de la outsider jurisprudence qui appréhendent le droit à partir des perspectives des communautés marginalisées.

## Par domaine

### Épistémologie
L’épistémologie du droit ou épistémologie juridique est « l’étude de la formation et du développement du savoir juridique ». Plus techniquement, l'épistémologie du droit est « l’étude des modalités selon lesquelles les assertions portant sur le droit sont fondées et produites ».
L’emploi du terme d’épistémologie juridique est sujet à controverse car il semble supposer que le droit peut faire l’objet d’une science ou que le droit est une science. Or ces idées sont fortement débattues dans le domaine de la théorie du droit si bien que l’usage des termes « épistémologie du droit » ou « épistémologie juridique » est loin d’être une évidence.

### Métaphysique
Dans la pensée de Thomas d'Aquin, le droit est lié à la nature même de la réalité telle qu'elle aurait été créée par la divinité.

### Éthique
Emmanuel Kant propose de penser le droit comme distinct de l'éthique.

### Esthétique
Selon le professeur Desmond Anderson, la manière dont la beauté est pensée et créée joue un rôle central dans le pouvoir persuasif du droit et dans ses raisonnements. Ludger Schwarte (de) pense aussi que les procédures judiciaires sont fondamentalement des mises en scène.

## Par philosophe

### Gilles Deleuze
« Si je n'avais pas fait de la philosophie, j'aurais fait du droit, mais justement pas du droit de l'homme. J'aurais fait de la jurisprudence, parce que c'est la vie. »

— Gilles Deleuze, L'Abécédaire de Gilles Deleuze

## Enseignement
La philosophie du droit est une discipline mineure dans l'enseignement de la philosophie et l'enseignement de la philosophie en France, ainsi que dans l'enseignement du droit et l'enseignement du droit en France. En 1887, le professeur Diodato Lioy se plaint de ce qu'« il n'existe [en France] pas de cours spéciaux de philosophie du droit, comme en Allemagne, en Belgique, en Italie ».
En France, la théorie du droit se sépare désormais très nettement de la philosophie du droit par ses revendications non cognitivistes et elle est particulièrement développée autour du Centre de théorie du droit de Nanterre (Université Paris Ouest Nanterre La Défense), fondé par Michel Troper (voir notamment les travaux de Pierre Brunet ou Eric Millard), ainsi que du laboratoire de théorie du droit d'Aix-en-Provence (Université Paul Cézanne) (voir notamment les travaux de Christian Atias, Raphaël Draï ou Otto Pfersmann). La philosophie du droit est quant à elle étudiée, sous l'angle du droit politique, à l'institut Michel Villey (Université Panthéon-Assas) (voir les travaux de Denis Baranger, Olivier Beaud ou Olivier Jouanjan, et les revues "Jus Politicum" et "Droit & Philosophie"). Aux États-Unis on peut trouver les écrits de Oliver Wendell Holmes Junior qui est l'un des précurseurs de la philosophie du droit aux États-Unis d'Amérique. En Belgique l'un des précurseurs de la philosophie du droit est le philosophe René Berthelot. 

#### Introductions
- Michel Troper, La Philosophie du droit, Humensis, coll. « Que sais-je? », 6 mars 2024 (ISBN 978-2-7154-2331-2, lire en ligne)
- Bjarne Melkevik, Introduction à la philosophie du droit, Buenos books international, 15 janvier 2017 (ISBN 978-2-36670-062-6, lire en ligne)

#### Manuels et cours
- Sébastien Neuville, Philosophie du droit, LGDJ, Lextenso éditions, 2019 (ISBN 978-2-275-06540-3, lire en ligne)
- David Mongoin, Philosophie du droit, Dalloz, 2022 (ISBN 978-2-247-19941-9, lire en ligne)
- Jacques Ellul, Michel Hourcade et Jean-Pierre Jézéquel, Philosophie du droit: cours professé à l'Institut d'études politiques de Bordeaux, la Table ronde, coll. « La petite vermillon », 2022 (ISBN 979-10-371-1008-4)
- Bruno Oppetit, Philosophie du droit, Dalloz, 2022 (ISBN 978-2-247-20882-1, lire en ligne)
- Christian Atias, De la difficulté contemporaine à penser en droit: leçons de philosophie du droit, Presses universitaires d'Aix-Marseille, 2016 (ISBN 978-2-7314-1024-2, lire en ligne)
- René Sève, Philosophie et théorie du droit. 2e éd., Editis - Interforum, 14 décembre 2016 (ISBN 978-2-247-17088-3, lire en ligne)
- Alexandre Viala, Philosophie du droit - 2e édition, Editions Ellipses, 2 juillet 2019 (ISBN 978-2-340-03714-4, lire en ligne)

#### Classiques
- Principes de la philosophie du droit
- Théorie pure du droit
- La Justice comme équité